# CF Lorca Deportiva
CF Lorca Deportiva is een Spaanse voetbalclub uit Lorca (Murcia). De ploeg werd opgericht door supporters van het failliet gegane Lorca Deportiva, die de ploeg Lorca FC niet zagen als vertegenwoordiger van de stad, aangezien die ploeg oorspronkelijk uit het nabijgelegen dorp La Hoya afkomstig was.

## Overzicht
| Seizoen | Competitie            | Positie      | Resultaat                                | Beker deelname |
| ------- | --------------------- | ------------ | ---------------------------------------- | -------------- |
| 2012/13 | 1e Regional Murcia    | 8ste plaats  | Behoud                                   | Nee            |
| 2013/14 | 1e Regional Murcia    | 3de plaats   | Behoud                                   | Nee            |
| 2014/15 | Preferente            | Kampioen     | Play off, stijgt naar Tercera División   | Nee            |
| 2015/16 | Tercera División      | Kampioen     | Uitgeschakeld 2° ronde play off, behoud  | Nee            |
| 2016/17 | Tercera División      | Kampioen     | Play off, stijgt naar Segunda División B | 1ste ronde     |
| 2017/18 | Segunda División B    | 20ste plaats | Degradatie                               | 2de ronde      |
| 2018/19 | Tercera División      | 2de plaats   | Uitgeschakeld 2° ronde play off, behoud  | Nee            |
| 2019/20 | Tercera División      | Kampioen     | Play off, stijgt naar Segunda División B | 1ste ronde     |
| 2020/21 | Segunda División B    | 10de/7de     | Naar de nieuwe Tercera División RFEF     | 1ste ronde     |
| 2021/22 | Tercera División RFEF | 6de plaats   | Behoud                                   | Nee            |
| 2022/23 | Tercera Federación    |              |                                          |                |

Algeciras CF ·
Atlético Sanluqueño CF ·
Betis Deportivo Balompié ·
Cádiz B · 
Córdoba CF ·
CD El Ejido 2012 ·
Club Recreativo Granada ·
Las Palmas B ·
Linares Deportivo ·
Linense · 
CF Lorca Deportiva ·
Marbella FC · 
CD Marino ·
Real Murcia ·
UCAM Murcia CF ·
Recreativo Huelva ·
San Fernando CD ·
Sevilla Atlético ·
UD Tamaraceite ·
Yeclano Deportivo